# Ptorthodiellus trinidadicus
Ptorthodiellus trinidadicus är en skalbaggsart som beskrevs av Wittmer 1976. Ptorthodiellus trinidadicus ingår i släktet Ptorthodiellus och familjen Phengodidae. Inga underarter finns listade i Catalogue of Life.